# Jerome Bonaparte Robertson
Jerome Bonaparte Robertson (14. marts 1815 – 7. januar 1890) var en læge, indianerkæmper, politiker fra Texas og general i Sydstaternes hær under den amerikanske borgerkrig. Han blev bemærket for sin indsats i den berømte Texas brigade i Army of Northern Virginia.

## Tidlige år og karriere
Robertson blev født i Woodford County i Kentucky, søn af de skotske immigranter Cornelius Robertson og hans kone Clarissa Hill (Keech) Robertson. Hans far døde, da Robertson kun var fire år gammel, og det efterlod hans mor næsten uden midler. Da kun ikke kunne forsørge sin familie ordentligt satte hun 4 år senere den unge Robertson i lære ved en hattemager, som tog drengen med, da han i 1824 flyttede til St. Louis, Missouri. Efter at have læst medicin på Transylvania University i Kentucky tog Robertson sin eksamen i 1835. Under Texasrevolutionen sluttede han sig til et kompagni af frivillige fra Kentucky, som løjtnant, og lagde planer om at rejse til Texas. De blev imidlertid opholdt i New Orleans og nåede først til Texas i september 1836. Der sluttede han sig til Army of Texas og blev udnævnt til kaptajn.
I 1837, da kampene i Texas i det store og hele var ovre, tog Robertson sin afsked og tog tilbage til Kentucky, hvor han giftede sig med Mary Elizabeth Cummins. Sammen med sin kone og flere familiemedlemmer vendte han tilbage til Texas i december 1837, købte jord og slog sig ned i Washington-on-the Brazos. Han etablerede en medicinsk praksis, og blev kendt i grænseområderne som indianerkæmper gennem seks år med sporadiske kampe. Han gjorde også tjeneste ved de militære styrker, som bidrog til at slå de to mexikanske invasionsforsøg tilbage i 1842. Efter embedsperioder som byens ligsynsmand, borgmester og postmester blev Robertson i 1847 valgt til Repræsentanternes Hus i Texas og i 1849 til staten Texas' senat. 
Han og hans kone Mary fik tre børn, hvoraf et døde som spæd. Hans søn Felix Huston Robertson blev senere brigadegeneral i konføderationens arme.

## Borgerkrig
Robertson var delegeret ved statens udtrædelseskonvent i januar 1861, og stablede derefter et kompagni frivillige på benene til den konfødererede hær og blev valgt som dets kaptajn, og blev formelt en del af det nyopstillede 5. Texas infanteriregiment i brigaden under brigadegeneral John Bell Hood. I november 1861 blev Robertson forfremmet til oberstløjtnant og derefter den 1. juni 1862 til oberst og leder af regimentet. Han deltog i Peninsula kampagnen, hvor han udmærkede sig i Syvdagesslaget og førte sit regiment i et vellykket angreb under Slaget ved Gaines' Mill, som gennembrød Unionens linje.
Robertson blev populær blandt sine soldater på grund af hans usædvanlige omsorg for deres velbefindende, hvilket gav ham øgenavnet "Aunt Polly." Han deltog i Nordlige Virginia kampagnen og Marylandkampagnen, hvor hans helbred svigtede efter mange måneders uafbrudt krigsførelse. Under slaget ved South Mountain blev han overvældet af udmattelse og måtte bæres fra slagmarken. Han sluttede sig ikke til sit regiment igen før efter slaget ved Antietam. På det tidspunkt var hans ry som kæmper blevet bemærket, og da Hood blev forfremmet til at lede en division, blev Robertson hans efterfølger og blev forfremmet til brigadegeneral den 1. november 1862. Han kom første gang i kamp som brigadechef i Slaget ved Fredericksburg.

### Gettysburg og senere
I sommeren 1863 førte Robertson sin brigade ind i Pennsylvania under Gettysburg kampagnen. Hoods division ankom for sent til at kunne være med i førstedagens kampe i Slaget ved Gettysburg, men de spillede en fremtrædende rolle på andendagen, da Robertson anførte sin brigade i en række hårdslående, men i sidste ende forgæves, angreb mod Little Round Top. Disse angreb kulminerede med kampen om Devil's Den, hvorunder hans 1., 4. og 5. Texas regimenter samt 3. Arkansas led store tab, men til sidst erobrede området, selv om de var i undertal overfor Unionens styrker. Robertson blev såret sammen med flere af sine officerer under kampen, som han senere beskrev som "en af de voldsomste kampe jeg nogensinde har oplevet". 
I september blev Robertson og Texas brigaden sammen med resten af James Longstreets korpsflyttet til Tennessee for at forstærke hærene i Vesten og kæmpede med udmærkelse i Slaget ved Chickamauga. Robertsons indsats i den efterfølgende østlige Tennessee kampagne udløste vrede hos såvel Longstreet som divisionschefen Micah Jenkins. Longstreet rejste formel sigtelse ved en krigsret mod general Robertson, for forsømmelse i tjenesten og for at være fremkommet med pessimistiske udtalelser. Kort tid før havde Robertson sluttet sig til andre brigadegeneraler i divisionen til støtte for Evander M. Law mod Longstreets protégé Jenkins som divisionschef, hvilket utvivlsomt havde påvirket Longstreet, der var i en bitter skrid med Law. Robertson fik en reprimande, blev udskiftet som leder af Texas Brigaden, og sendt tilbage til Texas, hvor han havde kommandoen over statens reserver indtil krigens slutning.

## Karriere efter krigen
Efter konføderationens sammenbrud og overgivelsen af de resterende styrker i Texas vendte Robertson tilbage til sit hjem i Independence, Texas og genoptog sin medicinske praksis i en periode med sorg, efter at hans kone døde i 1868. Han vendte tilbage til politik i 1874, hvor han blev intendant for det texanske immigrationskontor i to år. Derefter blev han ansat ved Houston and Texas Central Railroad. I 1878 giftede Robertson sig med en enke, Mrs. Hattie Hendley Hook og flyttede til Waco, Texas året efter. Der fortsatte han med at promovere jernbanebyggerier i det vestlige Texas.  
Han beklædte adskillige høje frimurerposter, herunder vicestormester for det 3. frimurerdistrikt og det 29. frimurerdistrict. Han var en af initiativtagerne til veteranorganisationen Hood's Texas Brigade Association, som han var præsident for i flere perioder.  
Han blev oprindelig begravet i Independence ved siden af sin første kone og sin mor. I 1894 fik hans søn alle tre flyttet til Oakwood Cemetery i Waco.

## Eksterne links
- Brigadegeneral J.B. Robertson rapport efter kampen i Devil's Den
- 3. Arkansas ved Gettysburg under Brigadegeneral J.B. Robertson